# SUN SPLASH
「SUN SPLASH」（サン スプラッシュ）は、Little Seraphの3作目のシングル。2001年8月31日、Wonder-Factoryより発売された。

## 概要
- 声優の丹下桜が、Little Seraph名義でリリースした楽曲。作詞は、SERA名義となっている。
- WONDER-NETのみでの販売で、市販はされていない。
- 初回限定盤は、ANGELIC ALICEのスペシャルトランプカード5、6が封入されている。
- 現在もWONDER-NET上で発売されている。

## 収録曲
1. 眠れる森 [4:18]
作詞：SERA、作曲・編曲：Yasuo Asai
2. SUN SPLASH [4:55]
作詞：SERA、作曲・編曲：Yasuo Asai
3. BELIEVE [5:06]
作詞：SERA、作曲・編曲：Natsuki Aikawa

## 収録作品
アルバム
- オリジナルアルバム『WONDER-MUSEUM』（2001年10月5日発売）
  - 眠れる森
  - SUN SPLASH
  - BELIEVE